# Dekanat Kirchen
Das Dekanat Kirchen (auch Trierische Insel genannt) war ein römisch-katholisches Dekanat im Bistum Trier,
benannt nach der Stadt Kirchen (Sieg) im Landkreis Altenkirchen in Rheinland-Pfalz. Der Sitz war in der Stadt Betzdorf, Decizer Straße.
Es handelte sich um eine Exklave des Bistums Trier, sie grenzte an das Erzbistum Köln, das Bistum Limburg und an das Erzbistum Paderborn.
Das Dekanat Kirchen wurde 1869 gebildet und 2004 bestätigt.
Es bestand aus den Pfarreiengemeinschaften Gebhardshain-Elkenroth, Heller- und Daadetal, Kirchen-Betzdorf und Niederfischbach-Mudersbach.
Im 19. Jahrhundert bestand das Dekanat Kirchen aus den Pfarreien Dierdorf, Großmaischeid, Horhausen, Isenburg, Neustadt, Peterslahr, Waldbreitbach, Betzdorf, Brachbach, Fischbach, Gebhardshain, Herdorf, Kirchen, Mudersbach und Wetzlar.
2006 lebten im Dekanat 35.787 Katholiken, 50,5 % der Bevölkerung (70.865).
Beim Zensus 2011 waren es 30.805 Katholiken, 46,2 % der Bevölkerung (66.654).
Das Dekanat Kirchen wurde am 1. Januar 2022 vom Pastoralen Raum Betzdorf abgelöst.